# Jaime Morón
Jaime Morón León (Cartagena, 16 november 1950 – Bogotá, 2 december 2005) was een profvoetballer uit Colombia. Hij speelde als aanvaller. Morón overleed op 55-jarige leeftijd.

## Clubcarrière
Morón begon zijn carrière als aanvaller bij Millonarios. Met die club werd hij tweemaal landskampioen in de jaren zeventig (1972 en 1978).

## Interlandcarrière
Morón speelde 17 officiële interlands voor Colombia in de periode 1972-1979, en scoorde zes keer voor de nationale ploeg. Hij vertegenwoordigde zijn vaderland bovendien bij de Olympische Zomerspelen 1972 in München, West-Duitsland, waar de ploeg in de eerste ronde werd uitgeschakeld. Morón scoorde twee keer in drie duels. Een jaar eerder won hij de zilveren medaille bij de Pan-Amerikaanse Spelen.
Onder leiding van de Joegoslavische bondscoach Todor Veselinović maakte Morón zijn debuut voor de A-selectie in de vriendschappelijke thuiswedstrijd tegen de Peru (1-1) op 29 maart 1972, net als doelman Pedro Antonio Zape. Hij nam in die wedstrijd de enige treffer van de thuisploeg voor zijn rekening.
| Interlands van Jaime Morón voor Colombia | Interlands van Jaime Morón voor Colombia | Interlands van Jaime Morón voor Colombia  | Interlands van Jaime Morón voor Colombia | Interlands van Jaime Morón voor Colombia | Interlands van Jaime Morón voor Colombia |
| №                                        | Datum                                    | Wedstrijd                                 | Uitslag                                  | Competitie                               | Goals                                    |
| Als speler van Millonarios               | Als speler van Millonarios               | Als speler van Millonarios                | Als speler van Millonarios               | Als speler van Millonarios               | Als speler van Millonarios               |
| ---------------------------------------- | ---------------------------------------- | ----------------------------------------- | ---------------------------------------- | ---------------------------------------- | ---------------------------------------- |
| 1                                        | 29 maart 1972                            | Colombia – Peru                           | 1 – 1                                    | Vriendschappelijk                        | 1                                        |
| 2                                        | 3 juni 1972                              | Venezuela – Colombia                      | 2 – 1                                    | Vriendschappelijk                        | 0                                        |
| 3                                        | 7 juni 1972                              | Peru – Colombia                           | 0 – 0                                    | Vriendschappelijk                        | 0                                        |
| 4                                        | 18 juni 1972                             | Frankrijk – Colombia                      | 3 – 2                                    | Vriendschappelijk                        | 0                                        |
| 5                                        | 22 juni 1972                             | Argentinië – Colombia                     | 4 – 1                                    | Vriendschappelijk                        | 1                                        |
| 6                                        | 15 februari 1973                         | Colombia – Duitse Democratische Republiek | 0 – 2                                    | Vriendschappelijk                        | 0                                        |
| 7                                        | 27 mei 1973                              | Haïti – Colombia                          | 1 – 2                                    | Vriendschappelijk                        | 1                                        |
| 8                                        | 29 mei 1973                              | Haïti – Colombia                          | 2 – 1                                    | Vriendschappelijk                        | 1                                        |
| 9                                        | 21 juni 1973                             | Colombia – Ecuador                        | 1 – 1                                    | WK-kwalificatie                          | 0                                        |
| 10                                       | 24 juni 1973                             | Colombia – Uruguay                        | 0 – 0                                    | WK-kwalificatie                          | 0                                        |
| 11                                       | 28 juni 1973                             | Ecuador – Colombia                        | 1 – 1                                    | WK-kwalificatie                          | 0                                        |
| 12                                       | 1 juli 1973                              | Peru – Colombia                           | 3 – 1                                    | Vriendschappelijk                        | 1                                        |
| 13                                       | 5 juli 1973                              | Uruguay – Colombia                        | 0 – 1                                    | WK-kwalificatie                          | 0                                        |
| 14                                       | 18 juli 1979                             | Peru – Colombia                           | 0 – 1                                    | Vriendschappelijk                        | 0                                        |
| 15                                       | 25 juli 1979                             | Colombia – Peru                           | 1 – 2                                    | Vriendschappelijk                        | 0                                        |
| 16                                       | 22 augustus 1979                         | Colombia – Venezuela                      | 4 – 0                                    | Copa América                             | 1                                        |
| 17                                       | 17 september 1979                        | Chili – Colombia                          | 2 – 0                                    | Copa América                             | 0                                        |

## Stadion
In 2007 werd het Estadio Pedro de Heredia in Moróns geboorteplaats Cartagena de Indias gewijzigd in Estadio Jaime Morón León, als eerbetoon aan de overleden voetballer. Het is de thuisbasis van voetbalclub Real Cartagena.

## Erelijst
Millonarios
- Copa Mustang

1972, 1978